# Nagy-Miskolc
„Nagy-Miskolc” 1945. január elsejével jött létre a történelmi Miskolc, Diósgyőr és Hejőcsaba egyesítésével, valamint Görömbölytapolca városrész átcsatolásával Görömbölytől. Az ezt követő negyven évben még több települést csatoltak a városhoz. A Nagy-Miskolc kifejezést akkor használják a városra, ha meg akarják különböztetni a jelenlegi várost a történelmi városmagtól.
Miskolc, Diósgyőr és Hejőcsaba egyesítésének, egy ipari, kereskedelmi, egyetemi, kulturális és idegenforgalmi központ létrehozásának az ötlete már korábban megszületett, több egymást követő polgármester is lépéseket tett felé, különösen Hodobay Sándor 1922 és 1935 között. A három települést már az 1900-as évek elejétől villamos is összekötötte (a településhatárok átlépése miatt abban az időben csak helyiérdekű vasútként közlekedhetett). Miskolc jelentőségét ebben az időben emelte egyre növekvő népessége, valamint hogy a régió másik jelentős városa, Kassa a trianoni békeszerződést követően határainkon túlra került. A régióközponttá váláshoz már több létesítmény adott volt: az ipari központtá fejlesztés a Diósgyőri Vasgyárra alapult, a kulturális szerepkört a Miskolci Nemzeti Színház és a Herman Ottó Múzeum töltötte be, az 1950-es években az egyetem létrehozására is sor került. Az elcsatolt területekről több intézmény települt a városba, és új középületek is épültek (Zenepalota, Postapalota, Erdészeti palota, de a turizmusban fontos szerepet betöltő Palotaszálló is ekkor épült).
1941 és 1945 közt a város népessége több mint harmincezer fővel csökkent a háború viszontagságai miatt, de a városegyesítésekkel és az ipari központtá válással növekedni kezdett, 1950-re már meghaladta a százezret. A városhatár az egyesítések után több mint négyszeresére nőtt.
A Miskolchoz csatolt települések időrendben, az utolsó ismert, önálló településként elért lélekszámmal
- Diósgyőr (a Vasgyárral, valamint Pereces és Lyukóbánya bányásztelepülésekkel; 1945), 26 530 fő
- Hejőcsaba (1945), 5036 fő
- Görömböly (1950) 2845 fő
- Hámor (Lillafüredből, Ómassából és Újmassából állt; 1950) 1030 fő
- Szirma (1950) 1899 fő
- Bükkszentlászló (1981) 723 fő